# 宮田繁男
宮田 繁男（みやた しげお、1958年5月3日 - 2014年3月30日）は、日本のドラマー・音楽プロデューサー。

## 略歴・人物
高校1年生のとき、アマチュア・バンド“ミスター・アフガニスタン”を結成。当初はベースを担当していたが向いていないと感じ、“ちょっとやらせて”とドラムをやってみたところ最初から16ビートが叩け、「あ、俺はドラムだったんだ」と思い、以降ドラムを担当することになる。演奏時、左手のスティックはトラディショナル・グリップで持つ。当初はアメリカなどをコピーしていたが、宮田がドラムを担当してからはデビュー前のシュガー・ベイブをコピーし、ハネたグルーヴを得意とするようになった。
青山学院大学入学を機に上京、音楽サークル“Better Days”に入る。宮田が大学1年のときBetter Daysのメンバーを中心に結成されたサザンオールスターズがデビューし、1981年に原由子のソロデビュー時、そのバックバンドとしてサークルの後輩の中から宮田を含む数人が選ばれた。宮田は当時まだ学生だったが原のソロ・アルバム『はらゆうこが語るひととき』でレコーディングデビューを果たす。その後サザンの全国ツアーの中で原のソロコーナーがあり、宮田もツアーメンバーとして同行した。
1981年12月11日 - 14日、桑田佳祐が“嘉門雄三とVictor Wheels”を名乗り、渋谷Eggmanで行ったライブに参加する。以降しばらくはH2OやLady oh!等、アミューズ所属アーティストのバックを担当するようになる。
大学卒業後一度は就職するものの程なく退職し、とんねるずのコンサートのバッキングを務め、その後Better Daysのサークル仲間だった高浪慶太郎と小西康陽を中心に結成されたピチカート・ファイヴのサポートを担当する。
1990年8月、オーディションでオリジナル・ラヴに参加し、1993年12月末まで在籍した。1994年秋、ほぼ同時期にオリジナル・ラヴを離籍した村山孝志、事務所のオーディションに合格した田仲玲子と共にファースト・インプレッションを結成、2枚のアルバムをリリースし（「WHAT’S NEW」（1995年、EPCA7004）、「supernatural」（1996年、EPCA7008））、1996年に活動を終了した。
ドラマーとして多数のセッションに参加のほか、アレンジやプロデュースも数多く手がけた。2008年からは“soft soul of illadelphia”のメンバーとしても活動していた。病気療養のうち、2014年3月30日午前5時27分に死去した。55歳没。ギタリストの渡辺格やヴォーカリストの今井マサキがそれぞれ自身のブログにて故人を偲んでいる。

## 楽曲
アーティスト名は50音順、曲名は発売順に列記。
| アーティスト         | 提供曲                                                          | 作者                                                                                            | 収録作品（初出のみ）                            | 発売日         | 生産番号                     |
| -------------------- | --------------------------------------------------------------- | ----------------------------------------------------------------------------------------------- | ----------------------------------------------- | -------------- | ---------------------------- |
| ORIGINAL LOVE        | DEEP FRENCH KISS                                                | 作詞 : 宮田繁男 作曲 : 田島貴男 編曲 : ORIGINAL LOVE                                            | DEEP FRENCH KISS                                | 1991年6月14日  | SCD:TODT-2688 CD-S:TOCT-6166 |
| ORIGINAL LOVE        | DEEP FRENCH KISS                                                | 作詞 : 宮田繁男 作曲 : 田島貴男 編曲 : ORIGINAL LOVE                                            | LOVE! LOVE! & LOVE!                             | 1991年7月12日  | 2CD:TOCT-6196/7              |
| ORIGINAL LOVE        | 灼熱 The body for sunshine                                      | 作詞 : 宮田繁男 作曲 : 田島貴男 編曲 : ORIGINAL LOVE                                            | EYES                                            | 1993年6月16日  | CD:TOCT-8037                 |
| ORIGINAL LOVE        | DEEPER                                                          | 作詞 : 吉田美奈子 作曲 : 宮田繁男 編曲 : ORIGINAL LOVE                                          | EYES                                            | 1993年6月16日  | CD:TOCT-8037                 |
| ORIGINAL LOVE        | I WISH                                                          | 作詞・作曲 : 森宣之 宮田繁男 田島貴男 編曲 : ORIGINAL LOVE                                      | EYES                                            | 1993年6月16日  | CD:TOCT-8037                 |
| GIRLS BE             | 真夜中においでよ (Party Groove Mix)                             | 作詞 : サエキけんぞう 作曲・編曲 : 宮田繁男                                                     | GIRLS BE… ⁄ 真夜中においでよ                    | 1997年6月21日  | CD-S:VICL-60063              |
| GIRLS BE             | Who Are You? Qui être-vous?                                     | 作詞 : こなかりゆ・尾上文 作曲・編曲 : 宮田繁男\|                                               | フレンチ大作戦                                  | 1997年8月21日  | CD:VICL-60096                |
| GIRLS BE             | 真夜中においでよ (Album Version) Viens chez moi en pleine nuit. | 作詞 : サエキけんぞう 作曲・編曲 : 宮田繁男                                                     | フレンチ大作戦                                  | 1997年8月21日  | CD:VICL-60096                |
| CAO                  | ルビー                                                          | 作詞 : CAO 作曲・編曲 : 宮田繁男                                                                | ルビー                                          | 2000年4月26日  | CD-S:TOCT-22065              |
| CAO                  | dreamin' under the Moonlight                                    | 作詞 : CAO 作曲・編曲 : 宮田繁男                                                                | ルビー                                          | 2000年4月26日  | CD-S:TOCT-22065              |
| CAO                  | angel's mischief                                                | 作詞 : CAO 作曲・編曲 : 宮田繁男                                                                | ルビー                                          | 2000年4月26日  | CD-S:TOCT-22065              |
| CAO                  | 光の風                                                          | 作詞 : CAO 作曲・編曲 : 宮田繁男                                                                | 光の風                                          | 2000年7月12日  | CD-S:TOCT-22085              |
| CAO                  | monologue                                                       | 作詞 : CAO 作曲・編曲 : 宮田繁男                                                                | 光の風                                          | 2000年7月12日  | CD-S:TOCT-22085              |
| CAO                  | 星の空                                                          | 作詞 : CAO 作曲・編曲 : 宮田繁男                                                                | 光の風                                          | 2000年7月12日  | CD-S:TOCT-22085              |
| CAO                  | アカイハナ                                                      | 作詞 : CAO 作曲・編曲 : 宮田繁男                                                                | アカイハナ                                      | 2000年11月8日  | CD-S:TOCT-22114              |
| CAO                  | L.S.M                                                           | 作詞 : CAO 作曲・編曲 : 宮田繁男                                                                | アカイハナ                                      | 2000年11月8日  | CD-S:TOCT-22114              |
| CAO                  | The night of desire                                             | 作詞 : CAO 作曲・編曲 : 宮田繁男                                                                | アカイハナ                                      | 2000年11月8日  | CD-S:TOCT-22114              |
| ザ・キング・トーンズ | 奥さまお手をどうぞ                                              | 作詞 : 藤本つばさ 作曲・編曲 : 宮田繁男                                                         | 100万の想い出 ⁄ 奥さまお手をどうぞ              | 1990年12月16日 | SCD:VIDL-10089               |
| ザ・キング・トーンズ | LOOK AT ME, BABE                                                | 作詞 : MALIAN 作曲・編曲 : 宮田繁男                                                             | 100万の想い出                                   | 1991年3月21日  | CD:VICL-23027                |
| ザ・キング・トーンズ | LOOK AT ME, BABE                                                | 作詞 : MALIAN 作曲・編曲 : 宮田繁男                                                             | WAKAYAMA ⁄ LOOK AT ME, BABE                     | 1992年5月21日  | SCD : VIDL-10244             |
| 國府田マリ子         | 魔法メロディ                                                    | 作詞 : 國府田マリ子 作曲・編曲 : 宮田繁男                                                       | 音いろえんぴつ〜十二色〜                        | 2003年12月3日  | CD:KICS-1044                 |
| 國府田マリ子         | 夏 雨 気持ち                                                    | 作詞 : 國府田マリ子 作曲・編曲 : 宮田繁男                                                       | 音いろえんぴつ〜十二色〜                        | 2003年12月3日  | CD:KICS-1044                 |
| 近藤名奈             | 恋をしましょう                                                  | 作詞 : 近藤名奈 作曲 : 近藤名奈・宮田繁男 編曲 : 宮田繁男                                       | NaNa                                            | 1995年12月1日  | CD:FHCF-2266                 |
| 中嶋瑠美             | one step AHEAD                                                  | 作詞 : 中嶋瑠美 作曲・編曲 : 宮田繁男                                                           | with pleasure ⁄ one step AHEAD                  | 1999年4月14日  | SCD:KIDS-70010               |
| 中嶋瑠美             | one step AHEAD                                                  | 作詞 : 中嶋瑠美 作曲・編曲 : 宮田繁男                                                           | on                                              | 2000年3月1日   | CD:KICS-70005                |
| 中嶋瑠美             | Slow Love                                                       | 作詞 : 中嶋瑠美 作曲 : 宮田繁男 編曲 : DJ SOMA & HARU                                           | Slow Love ⁄ 夢の存在                            | 1999年12月1日  | CD-S:KICS-70004              |
| 中嶋瑠美             | Slow Love                                                       | 作詞 : 中嶋瑠美 作曲 : 宮田繁男 編曲 : DJ SOMA & HARU                                           | on                                              | 2000年3月1日   | CD:KICS-70005                |
| 中嶋瑠美             | Slow Love (Original Version)                                    | 作詞 : 中嶋瑠美 作曲・編曲 : 宮田繁男                                                           | Slow Love ⁄ 夢の存在                            | 1999年12月1日  | CD-S:KICS-70004              |
| 中嶋瑠美             | Slow Love (Original Version)                                    | 作詞 : 中嶋瑠美 作曲・編曲 : 宮田繁男                                                           | on                                              | 2000年3月1日   | CD:KICS-70005                |
| 中嶋瑠美             | オレンジ                                                        | 作詞 : 中嶋瑠美 作曲・編曲 : 宮田繁男                                                           | on                                              | 2000年3月1日   | CD:KICS-70005                |
| 中嶋瑠美             | Presenter                                                       | 作詞 : 中嶋瑠美 作曲・編曲 : 宮田繁男 ホーンアレンジ : 森宣之                                   | on                                              | 2000年3月1日   | CD:KICS-70005                |
| 中山美穂             | 付和雷同 -WHAT↑I↓DO-                                            | 作詞 : 中山美穂 作曲・編曲 : 宮田繁男                                                           | Groovin' Blue                                   | 1997年6月21日  | CD:KICS-620                  |
| FIRST IMPRESSION     | feel like heaven                                                | 作詞 : 田仲玲子 英詞 : 秋山空実 作曲 : 宮田繁男 編曲 : FIRST IMPRESSION ホーンアレンジ : 森宣之 | STARTIN' OVER ⁄ feel like heaven                | 1995年6月10日  | SCD:EPDA-11                  |
| FIRST IMPRESSION     | feel like heaven                                                | 作詞 : 田仲玲子 英詞 : 秋山空実 作曲 : 宮田繁男 編曲 : FIRST IMPRESSION ホーンアレンジ : 森宣之 | WHAT'S NEW                                      | 1995年7月25日  | CD:EPCA-7004                 |
| FIRST IMPRESSION     | 99.8                                                            | 作曲 : 宮田繁男 編曲 : FIRST IMPRESSION                                                         | WHAT'S NEW                                      | 1995年7月25日  | CD:EPCA-7004                 |
| FIRST IMPRESSION     | 99.9                                                            | 作詞 : 田仲玲子 作曲 : 宮田繁男 編曲 : FIRST IMPRESSION                                         | WHAT'S NEW                                      | 1995年7月25日  | CD:EPCA-7004                 |
| FIRST IMPRESSION     | Dancing On A Daydream                                           | 作詞 : 田仲玲子 作曲 : 宮田繁男 編曲 : FIRST IMPRESSION ホーンアレンジ : 森宣之                 | WHAT'S NEW                                      | 1995年7月25日  | CD:EPCA-7004                 |
| FIRST IMPRESSION     | Movin’                                                          | 作詞 : 田仲玲子 作曲 : 宮田繁男 編曲 : FIRST IMPRESSION ホーンアレンジ : 森宣之                 | WHAT'S NEW                                      | 1995年7月25日  | CD:EPCA-7004                 |
| FIRST IMPRESSION     | 夢で逢いましょう                                                | 作詞 : 田仲玲子 作曲 : 宮田繁男 編曲 : FIRST IMPRESSION ストリングスアレンジ : 久米大作         | WHAT'S NEW                                      | 1995年7月25日  | CD:EPCA-7004                 |
| FIRST IMPRESSION     | Living in the city                                              | 作詞 : 田仲玲子 作曲 : 宮田繁男 編曲 : FIRST IMPRESSION                                         | Brand new day ⁄ Living in the city              | 1996年1月25日  | SCD:EPDA-22                  |
| FIRST IMPRESSION     | すべては終わりから始まるのさ Break up to make up                | 作詞 : 秋山空実 作曲 : 宮田繁男 編曲 : FIRST IMPRESSION                                         | すべては終わりから始まるのさ ⁄ 太陽がくれた季節 | 1996年7月10日  | SCD:EPDA-27                  |
| FIRST IMPRESSION     | すべては終わりから始まるのさ Break up to make up                | 作詞 : 秋山空実 作曲 : 宮田繁男 編曲 : FIRST IMPRESSION                                         | supernatural                                    | 1996年8月26日  | CD:EPCA-7008                 |
| FIRST IMPRESSION     | 太陽がくれた季節 Get ready                                      | 作詞 : 秋山空実 作曲 : 宮田繁男 編曲 : First Impression ホーンアレンジ : 森宣之・宮田繁男       | すべては終わりから始まるのさ ⁄ 太陽がくれた季節 | 1996年7月10日  | SCD:EPDA-27                  |
| FIRST IMPRESSION     | 太陽がくれた季節 Get ready                                      | 作詞 : 秋山空実 作曲 : 宮田繁男 編曲 : First Impression ホーンアレンジ : 森宣之・宮田繁男       | supernatural                                    | 1996年8月26日  | CD:EPCA-7008                 |
| FIRST IMPRESSION     | 天国は待っている Heaven Must Be Waiting                         | 作詞 : 秋山空実 作曲 : 宮田繁男 編曲 : FIRST IMPRESSION コーラスアレンジ : 佐々木久美           | supernatural                                    | 1996年8月26日  | CD:EPCA-7008                 |
| FIRST IMPRESSION     | 今日を生きよう Shiny Day                                        | 作詞 : 秋山空実 作曲 : 宮田繁男 編曲 : FIRST IMPRESSION コーラスアレンジ : 佐々木久美           | supernatural                                    | 1996年8月26日  | CD:EPCA-7008                 |
| FIRST IMPRESSION     | 絆 Everywhere                                                   | 作詞・作曲 : 宮田繁男 編曲 : FIRST IMPRESSION                                                   | supernatural                                    | 1996年8月26日  | CD:EPCA-7008                 |
| RIZCO                | 世界で一番遠い海                                                | 作詞 : 秋山空実 作曲・編曲 : 宮田繁男                                                           | 月蝕                                            | 1999年7月14日  | CD:HDCA-10008                |
| RIZCO                | こぼれおちてゆくまま                                            | 作詞 : 秋山空実 作曲・編曲 : 宮田繁男                                                           | 月蝕                                            | 1999年7月14日  | CD:HDCA-10008                |